# Tsjecho-Slowakije op de Olympische Zomerspelen 1980
Tsjecho-Slowakije nam deel aan de Olympische Zomerspelen 1980 in Moskou, Sovjet-Unie. De ploeg, bestaande uit 162 mannen en 47 vrouwen, won veertien medailles en eindigde daardoor als dertiende in het medailleklassement.

## Deelnemers en resultaten per onderdeel

### Atletiek
- Vlastimil Zwiefelhofer
- Jaromír Vlk
- Jaromír Vaňous
- Jiří Sýkora
- Jozef Pribilinec
- Jozef Plachý
- Jarmila Nygrýnová
- Dušan Moravčík
- Dušan Malovec
- Josef Lomický
- Jan Leitner
- Karel Kolář
- Marcela Koblasová
- Josef Jánský
- Július Ivan
- Jiří Chamrád
- František Břečka
- Pavol Blažek
- Juraj Benčík
- Zdeňka Bartoňová-Šilhavá
- Jarmila Kratochvílová
- Imrich Bugár

### Basketbal

#### Mannentoernooi
- Dušan Žáček
- Jaroslav Skála
- Peter Rajniak
- Jiří Pospíšil
- Stano Kropilák
- Zdeněk Kos
- Vlastibor Klimeš
- Gustav Hraška
- Vlastimil Havlík
- Zdeněk Douša
- Kamil Brabenec
- Pavol Bojanovský

### Boksen
- Miroslav Šandor
- Miroslav Pavlov
- Ján Franek

### Boogschieten
- Zdenka Padevětová
- František Hadaš
- Jitka Dolejší

### Gewichtheffen
- Rudolf Strejček
- Lubomír Sršeň
- Dalibor Řehák
- František Nedvěd
- Pavel Khek
- Dušan Drška
- Bohuslav Braum
- Anton Baraniak
- Dušan Poliačik
- Ota Zaremba

### Handbal

#### Vrouwentoernooi
- Daniela Trandžíková
- Priska Polačeková
- Viola Pavlasová
- Jolana Némethová
- Katarína Lamrichová
- Jana Kuťková
- Mária Končeková
- Petra Komínková
- Alena Horalová
- Milena Foltýnová
- Věra Datínská
- Elena Brezányová
- Elena Boledovičová

### Hockey

#### Vrouwentoernooi
- Lenka Vymazalová
- Marta Urbanová
- Marie Sýkorová
- Iveta Šranková
- Viera Podhányiová
- Květa Petříčková
- Jana Lahodová
- Alena Kyselicová
- Jiřina Křížová
- Jarmila Králíčková
- Jiřina Kadlecová
- Ida Hubáčková
- Berta Hrubá
- Jiřina Hájková
- Jiřina Čermáková
- Milada Blažková

### Judo
- Pavel Petřikov
- Jaroslav Nikodým
- Jaroslav Kříž
- Vladimír Bárta
- Vladimír Kocman

### Kanovaren
- Jiří Vrdlovec
- Helena Vašáková
- Jiří Svoboda
- Jana Polakovičová
- Felix Masár
- Petr Kubíček
- Libor Dvořák
- Vladimír Dolejš
- Radomír Blažík

### Moderne vijfkamp
- Bohumil Starnovský
- Milan Kadlec
- Jan Bártů

### Roeien
- Lubomír Zapletal
- Miroslav Vraštil
- Dušan Vičík
- Milan Suchopár
- Milan Škopek
- Jiří Pták
- Jiří Prudil
- Josef Plamínek
- Pavel Pevný
- Josef Neštický
- Karel Neffe
- Karel Mejta, Jr.
- Vladek Lacina
- Milan Kyselý
- Pavel Konvička
- Miroslav Knapek
- Jan Kabrhel
- Ctirad Jungmann
- Lubomír Janko
- Martin Hladík
- Oldřich Hejdušek
- Milan Doleček
- Vojtěch Caska
- Antonín Barák
- Václav Vochoska
- Zdeněk Pecka

### Schermen
- Katarína Lokšová
- Oldřich Kubišta
- František Koukal
- Jaroslav Jurka
- Jaromír Holub
- Jiří Douba
- Jiří Adam

### Schietsport
- Jiří Vogler
- Pavel Pulda
- Bohumír Pokorný
- Jaroslav Pekař
- Josef Panáček
- Ivan Némethy
- Josef Machan
- Adolf Jakeš
- Vladimír Hurt
- Josef Hojný
- Jiří Bachroň

### Schoonspringen
- Dana Chmelařová
- Heidemarie Bártová

### Turnen
- Jan Zoulík
- Radka Zemanová
- Anita Šauerová
- Katarína Šarišská
- Jan Migdau
- Eva Marečková
- Jana Labáková
- Miloslav Kučeřík
- Jozef Konečný
- Dana Brýdlová
- Rudolf Babiak
- Jiří Tabák

### Voetbal

#### Mannentoernooi
- Ladislav Vízek
- Rostislav Václavíček
- Jindřich Svoboda
- František Štambacher
- Zdeněk Šreiner
- Stanislav Seman
- Zdeněk Rygel
- Oldřich Rott
- Libor Radimec
- Luboš Pokluda
- Petr Němec
- Josef Mazura
- Luděk Macela
- Werner Lička
- František Kunzo
- Jan Berger

### Volleybal

#### Mannentoernooi
- Pavel Valach
- Jaroslav Šmíd
- Vlado Sirvoň
- Pavel Řeřábek
- Ján Repák
- Igor Prieložný
- Josef Pick
- Josef Novotný
- Vlastimil Lenert
- Cyril Krejčí
- Jaroslav Kopet
- Ján Cifra

### Wielersport
- Anton Tkáč
- Petr Kocek
- Ladislav Ferebauer
- Igor Sláma
- Jiří Škoda
- Jiří Pokorný
- Martin Penc
- Alipi Kostadinov
- Vlastibor Konečný
- Michal Klasa
- Teodor Černý

### Worstelen
- Michal Vejsada
- Vítězslav Mácha
- Josef Krysta
- Antonín Jelínek
- Miroslav Janota
- Oldřich Dvořák
- Július Strnisko
- Dan Karabin

### Zeilen
- Josef Šenkýř
- Václav Brandejs
- Ivan Brandejs

### Zwemmen
- Miloslav Roľko
- Daniel Machek
- Radek Havel
- Irena Fleissnerová
- Petr Adamec

Afghanistan · Algerije · Andorra · Angola · Australië · België · Benin · Birma · Botswana · Brazilië · Bulgarije · Colombia · Congo-Brazzaville · Costa Rica · Cuba · Cyprus · Denemarken · Dominicaanse Republiek · Duitse Democratische Republiek · Ecuador · Ethiopië · Finland · Frankrijk · Griekenland · Groot-Brittannië · Guatemala · Guinee · Guyana · Hongarije · Ierland · IJsland · India · Irak · Italië · Jamaica · Joegoslavië · Jordanië · Kameroen · Koeweit · Laos · Lesotho · Libanon · Liberia · Libië · Luxemburg · Madagaskar · Mali · Malta · Mexico · Mongolië · Mozambique · Nederland · Nepal · Nicaragua · Nieuw-Zeeland · Nigeria · Noord-Korea · Oeganda · Oostenrijk · Peru · Polen · Portugal · Puerto Rico · Roemenië · San Marino · Senegal · Seychellen · Sierra Leone · Sovjet-Unie · Spanje · Sri Lanka · Syrië · Tanzania · Trinidad en Tobago · Tsjecho-Slowakije · Venezuela · Vietnam · Zambia · Zimbabwe · Zweden · Zwitserland